# A Perfect Crime
A Perfect Crime is een Amerikaanse dramafilm uit 1921 onder regie van Allan Dwan.

## Verhaal
De verlegen bankemployé Wally Griggs vertelt avonturenverhalen, die de romantische interesse opwekken van Mary. Zij werd opgelicht door Thaine, die intussen officier van justitie is geworden. Als Griggs enkele obligaties verborgen houdt, wordt hij gearresteerd door Thaine. Hij klaagt Thaine aan voor wederrechterlijke vrijheidsberoving en slaagt erin om het geld van Mary terug te krijgen. Uiteindelijk besluit Griggs schrijver van avonturenverhalen te worden.

## Rolverdeling
| Acteur           | Personage          |
| ---------------- | ------------------ |
| Monte Blue       | Wally Griggs       |
| Jacqueline Logan | Mary Oliver        |
| Stanton Heck     | Bill Thaine        |
| Hardee Kirkland  | Directeur Halliday |
| Carole Lombard   | Zus van Griggs     |